# Bundorf
Bundorf település Németországban, azon belül Bajorországban. Lakosainak száma 915 fő (2023. december 31.).

## Népesség
A település népessége az elmúlt években az alábbi módon változott:
| Lakosok száma | 1323 | 458  | 928  | 914  | 924  | 919  | 906  | 911  | 893  | 915  |
|               | 1970 | 1975 | 2011 | 2012 | 2014 | 2015 | 2017 | 2019 | 2022 | 2023 |